# Swayambhunath
Swayambhu (Devanagari: स्वयम्भू स्तूप; Bản mẫu:Lang-new; đôi khi được gọi là Swayambu hoặc Swoyambhu) là một kiến trúc tôn giáo cổ xưa trên đỉnh một ngọn đồi trong Thung lũng Kathmandu, phía tây của thành phố thủ đô Kathmandu. Tên tiếng Tây Tạng của địa danh này là 'cây uy nghi' (Wylie: Phags.pa Shing.kun) để chỉ nhiều loại cây được tìm thấy trên đồi. Tuy nhiên, Shing.kun có thể là tham chiếu trong Bhasa Nepal địa phương để chỉ khu phức hợp Swayambhu có nghĩa là 'tự hiện ra'. Đối với các Phật tử Newar, trong lịch sử thần thoại và huyền thoại nguồn gốc cũng như thực hành tôn giáo hàng ngày thì Swayambhunath chiếm vị trí trung tâm và có lẽ là nơi linh thiêng nhất trong số các địa điểm hành hương của Phật giáo. Đối với người Tây Tạng và tín đồ của Phật giáo Tây Tạng, kiệt tác này chỉ đứng thứ hai sau Boudhanath.
Khu phức hợp bao gồm một bảo tháp, một loạt các đền thờ và đền đài, một số trong đó có niên đại từ thời kỳ Licchavi. Một tu viện Tây Tạng, bảo tàng và thư viện là những bổ sung gần đây. Bảo tháp có mắt và lông mày của Đức Phật. Một số công trình khác là nhà hàng, cửa hàng và tịnh xá. Nơi đây có thể đến từ hai hướng: một cầu thang dài dẫn thẳng đến ngôi đền chính từ đỉnh đồi về phía đông; và một con đường ô tô quanh ngọn đồi từ phía nam dẫn đến lối vào phía tây nam. Cảnh tượng đầu tiên khi lên đến đỉnh cầu thang là kim cương chử.
Phần lớn hình tượng của Swayambhunath xuất phát từ truyền thống kim cương thừa và Phật giáo Newar. Tuy nhiên, khu phức hợp cũng là một địa điểm quan trọng đối với Phật tử của nhiều trường học và cũng được người Ấn Độ giáo hết sức tôn kính.

## Thần thoại

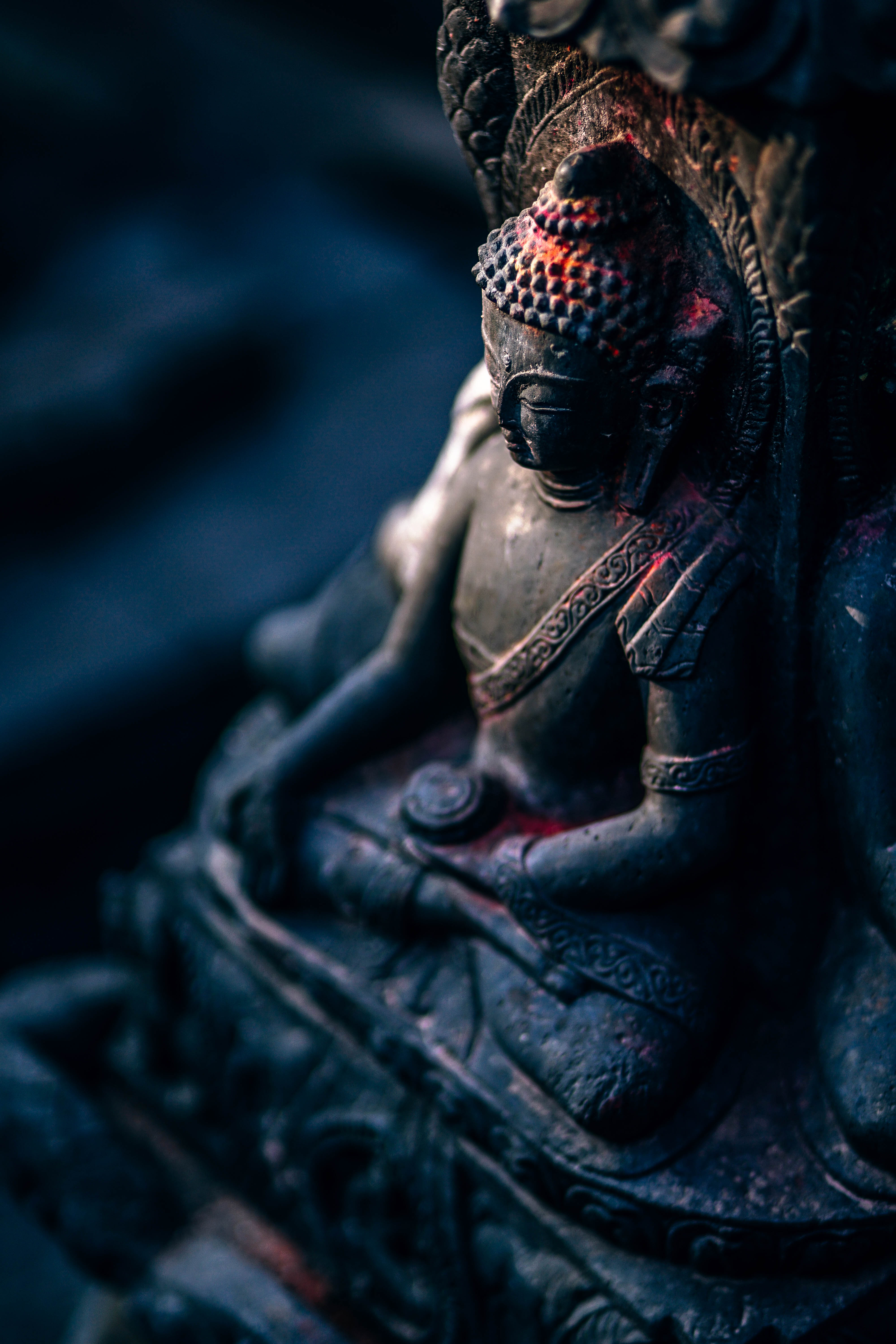
Tượng nhỏ khắc họa thần thoại về Đức Phật

Theo Swayambhu Purana thì toàn bộ thung lũng đã từng là một hồ nước, trong hồ có đóa sen thiêng của một vị Phật đã trồng, hoa sen này phát ra ánh sáng. Thung lũng được gọi là Swayambhu, có nghĩa là "Tự tạo". Tên này xuất phát từ một ngọn lửa tự tồn tại vĩnh cửu (svyaṃbhu) mà sau đó một sūpa đã được xây dựng.
Ánh sáng của hoa sen kỳ diệu đến mức các vị Thánh, Thần linh khắp mọi nơi cũng tìm đến để phát triển kinh nghiệm tâm linh. Bấy giờ đức Văn Thù, vị Bồ Tát của trí tuệ và học thức đang ngụ ở một ngọn núi cũng quán thấy và cưỡi sư tử đến đỉnh lễ hoa sen. Ngài thấy đây là một nơi định cư tốt và để làm cho địa điểm này dễ tiếp cận hơn với những Phật tử, ngài đã dùng kiếm của mình cắt những ngọn núi ở Chovar, dùng chúng chắn xung quanh và rút cạn nước trong hồ để lại thung lũng nơi mà bây giờ là thành phố Kathmandu, hoa sen liền biến thành ngọn đồi, còn ánh sáng kì diệu thì biến thành một ngôi bảo tháp.
Có những con khỉ thần sống ở phía tây bắc ngôi đền. Chúng được coi là thần linh vì Văn Thù đã để cho tóc dài ra, chấy rận phát triển và sau đó biến thành khỉ. 

## Lịch sử

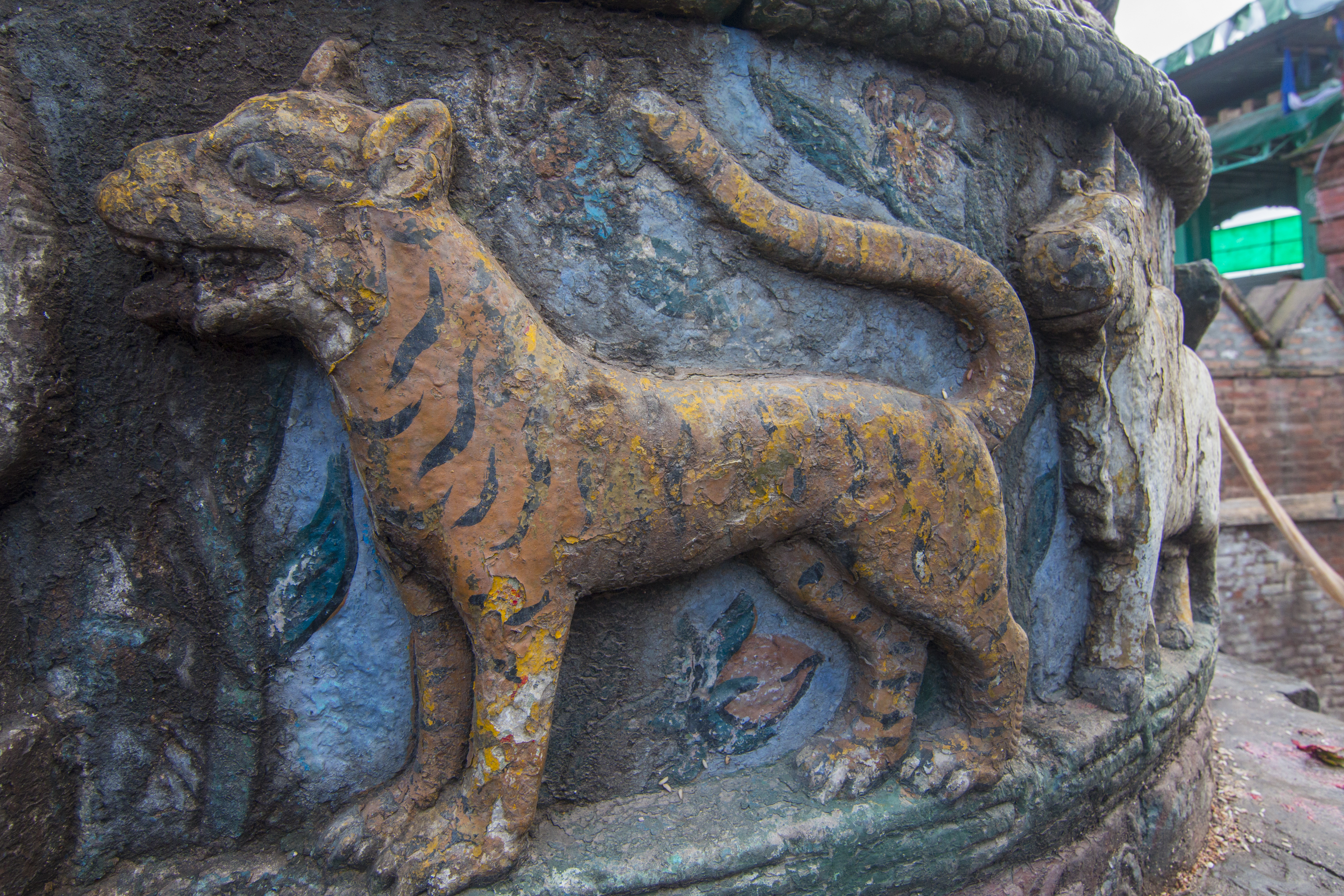
Di tích phù điêu hình con hổ ở Swayabhunath

Swayambhunath là một trong những địa điểm tôn giáo lâu đời nhất ở Nepal. Theo Gopālarājavaṃśāvalī  thì nó được thành lập bởi ông cố của vua Mānadeva (464-505) là vua Vṛsadeva vào khoảng đầu thế kỷ thứ 5. Điều này dường như được xác nhận bởi một dòng chữ bằng đá bị hư hại được tìm thấy tại địa điểm, điều này cho thấy vua Vrsadeva đã ra lệnh thực hiện công việc trong năm 640.
Tuy nhiên, hoàng đế Ashoka được cho là đã đến thăm địa điểm này vào thế kỷ thứ 3 trước Công nguyên và xây dựng một ngôi đền trên ngọn đồi mà sau đó đã bị phá hủy. Mặc dù đây là một địa điểm Phật giáo, nhưng nó được cả tín đồ Phật giáo và Ấn Độ giáo tôn kính. Vô số tín đồ của quốc vương theo đạo Hindu được biết đến đã tỏ lòng tôn kính đến ngôi đền, bao gồm cả Pratap Malla, vị vua quyền lực của thủ đô Kathmandu, người chịu trách nhiệm xây dựng cầu thang phía đông trong thế kỷ 17.
Bảo tháp đã được cải tạo hoàn toàn vào tháng 5 năm 2010, lần cải tạo lớn đầu tiên kể từ năm 1921 và là lần thứ 15 trong gần 1.500 năm kể từ khi nó được xây dựng. Đền Swayambhu được mạ lại bằng 20 kg vàng. Việc tôn tạo được tài trợ bởi Trung tâm hành thiên Nyingma Tây Tạng ở California bắt đầu vào tháng 6 năm 2008.
Vào khoảng 5 giờ sáng ngày 14 tháng 2 năm 2011, đền Pratapur trong khu vực tượng đài Swayambhu bị thiệt hại do sét đánh trong cơn giông bão bất ngờ. Swayambunath sau đó đã bị thiệt hại nặng nề trong trận động đất ở Nepal vào tháng 4 năm 2015.

## Kiến trúc
Bảo tháp có nền tảng là một mái vòm, trên đó là một cấu trúc lập phương được sơn với con mắt của Đức Phật nhìn ra tất cả bốn hướng. Các torana hình ngũ giác hiện diện phía trên khuôn mặt ở bốn hướng, trong đó là những bức tượng điêu khắc. Đằng sau torana và phía trên các khuôn mặt là 13 tầng tháp. Trên mỗi tầng là một không gian nhỏ dần về phía trên cùng là sự hiện diện của đỉnh tháp Gajur. Bảo tháp có nhiều cổ vật bên trong nó.

## Hình ảnh

Swayambhunath
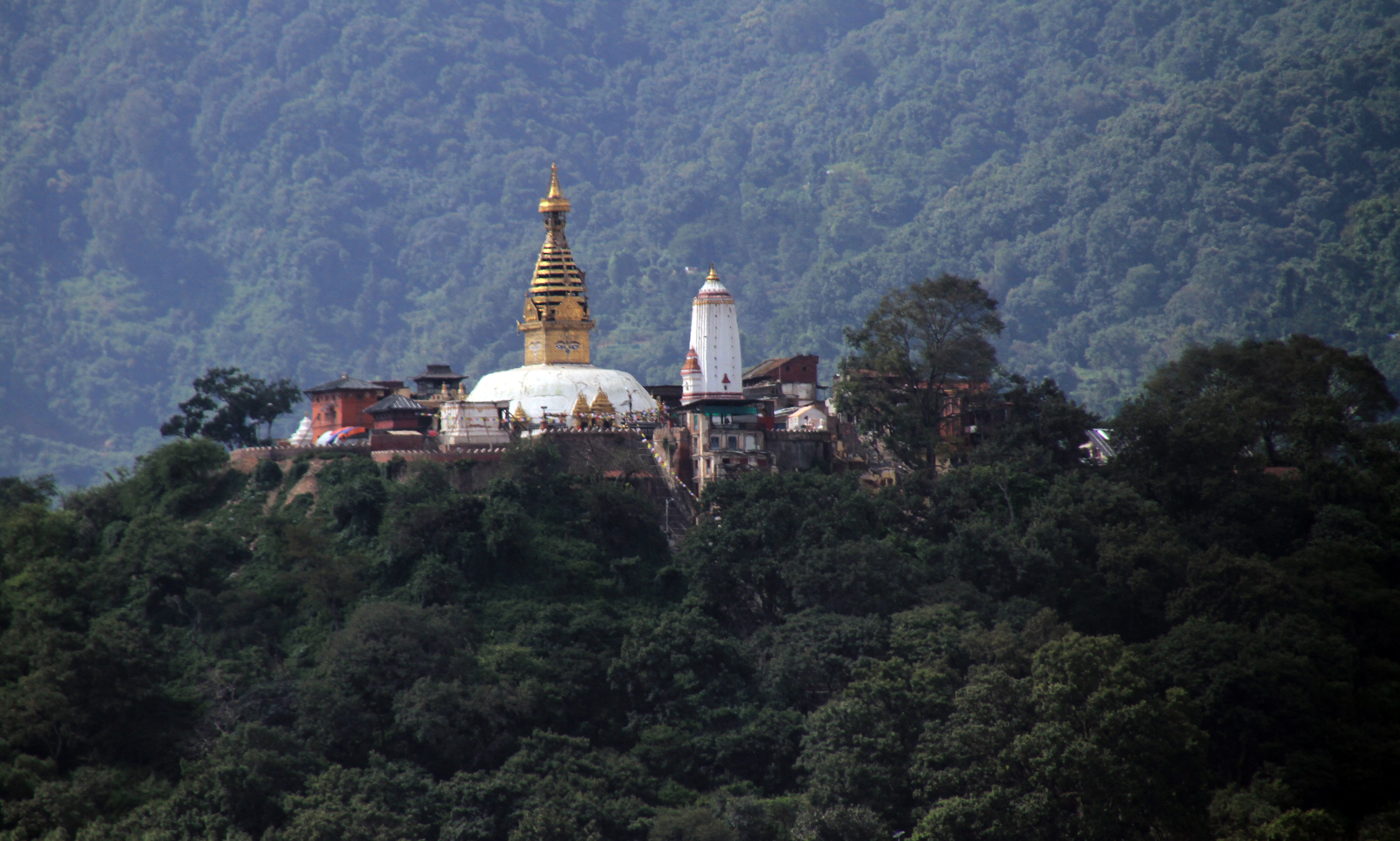
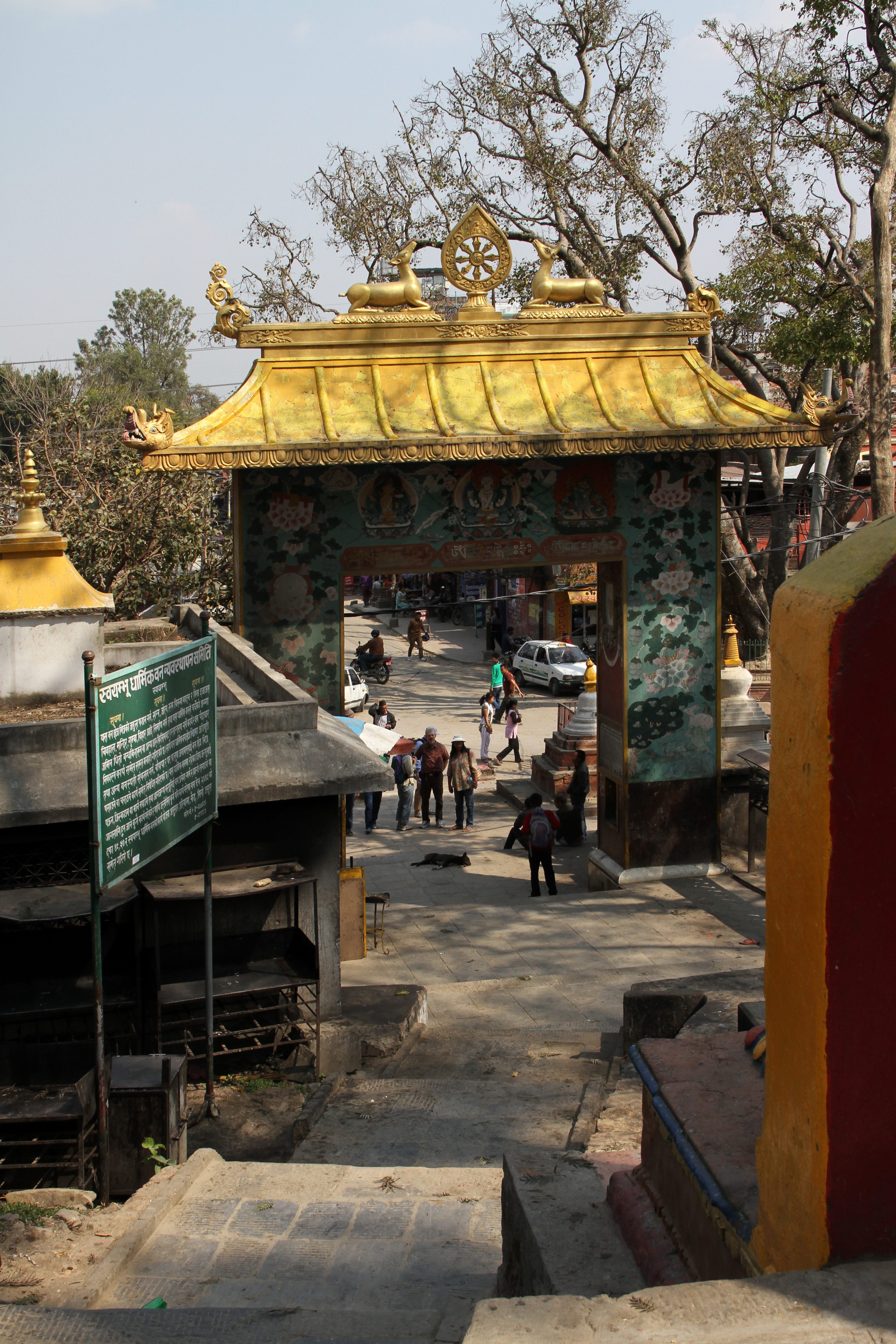
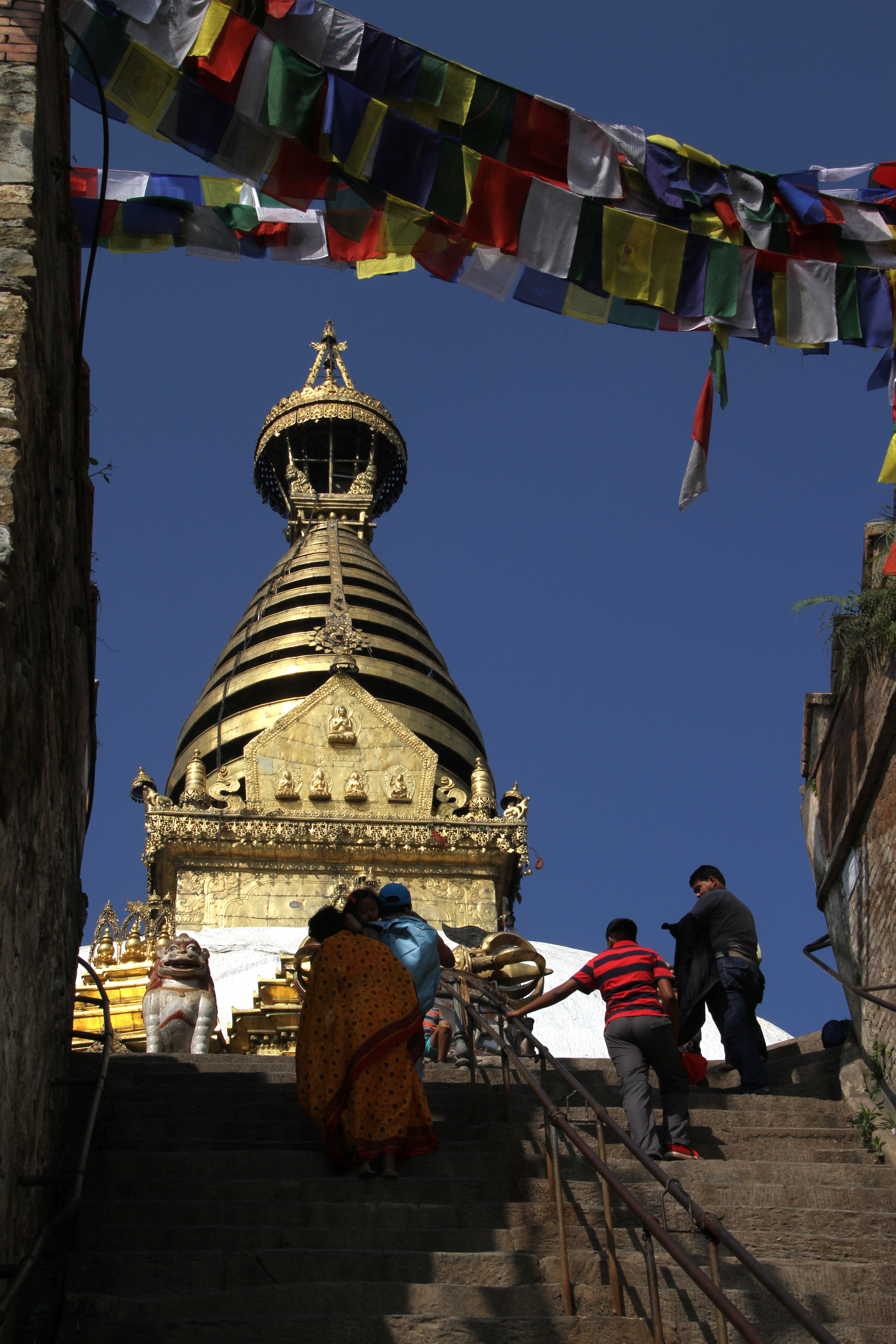
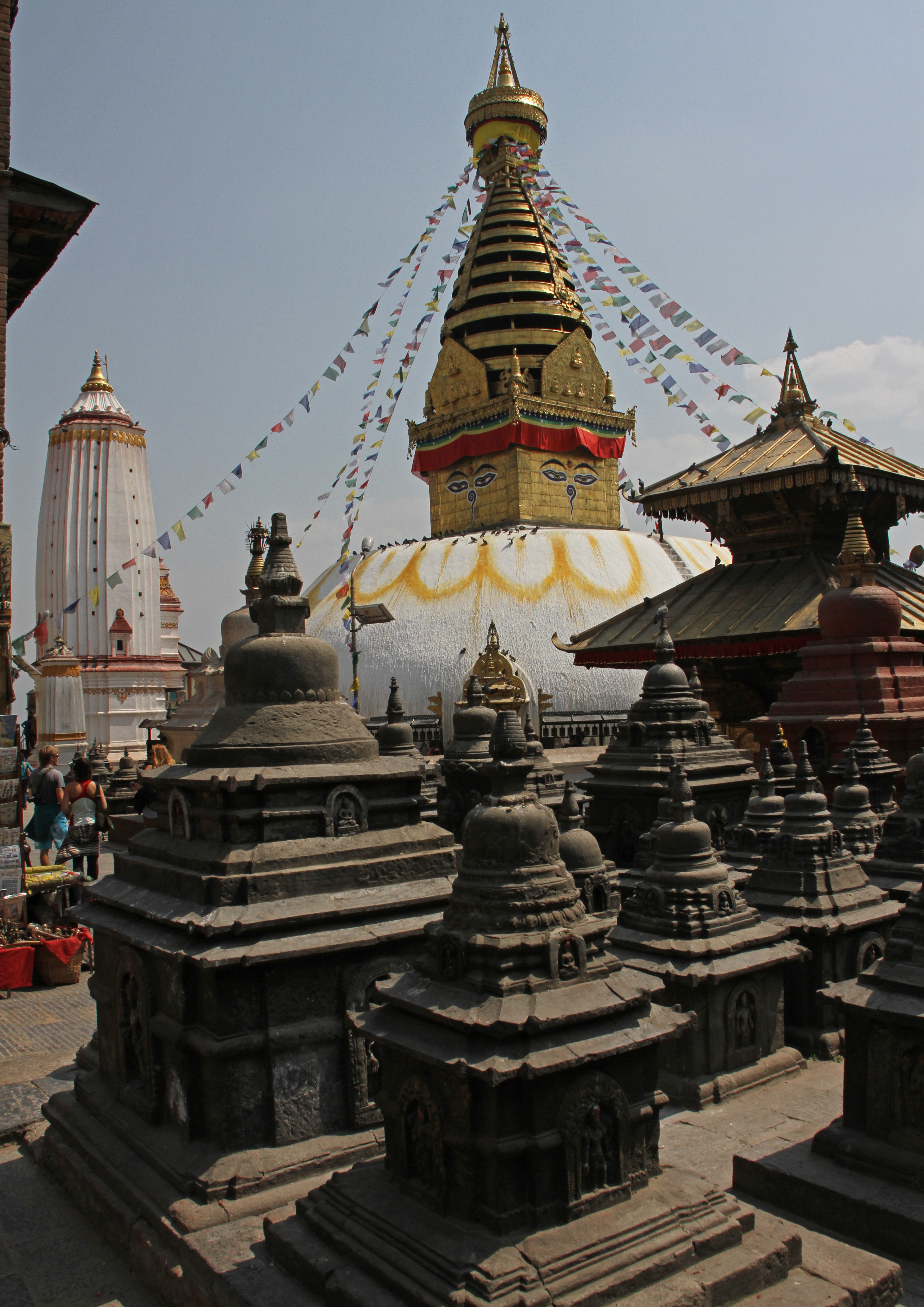
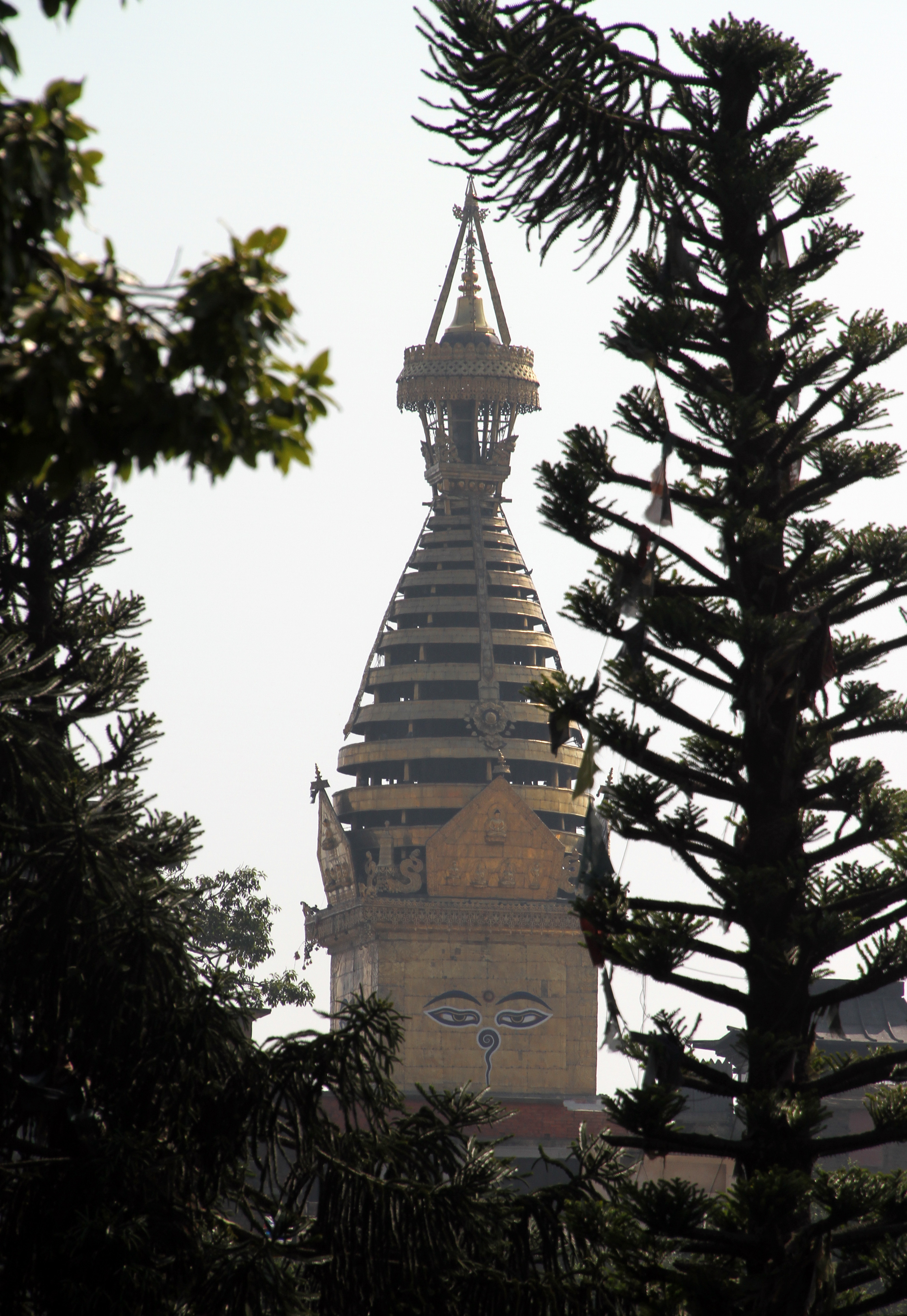
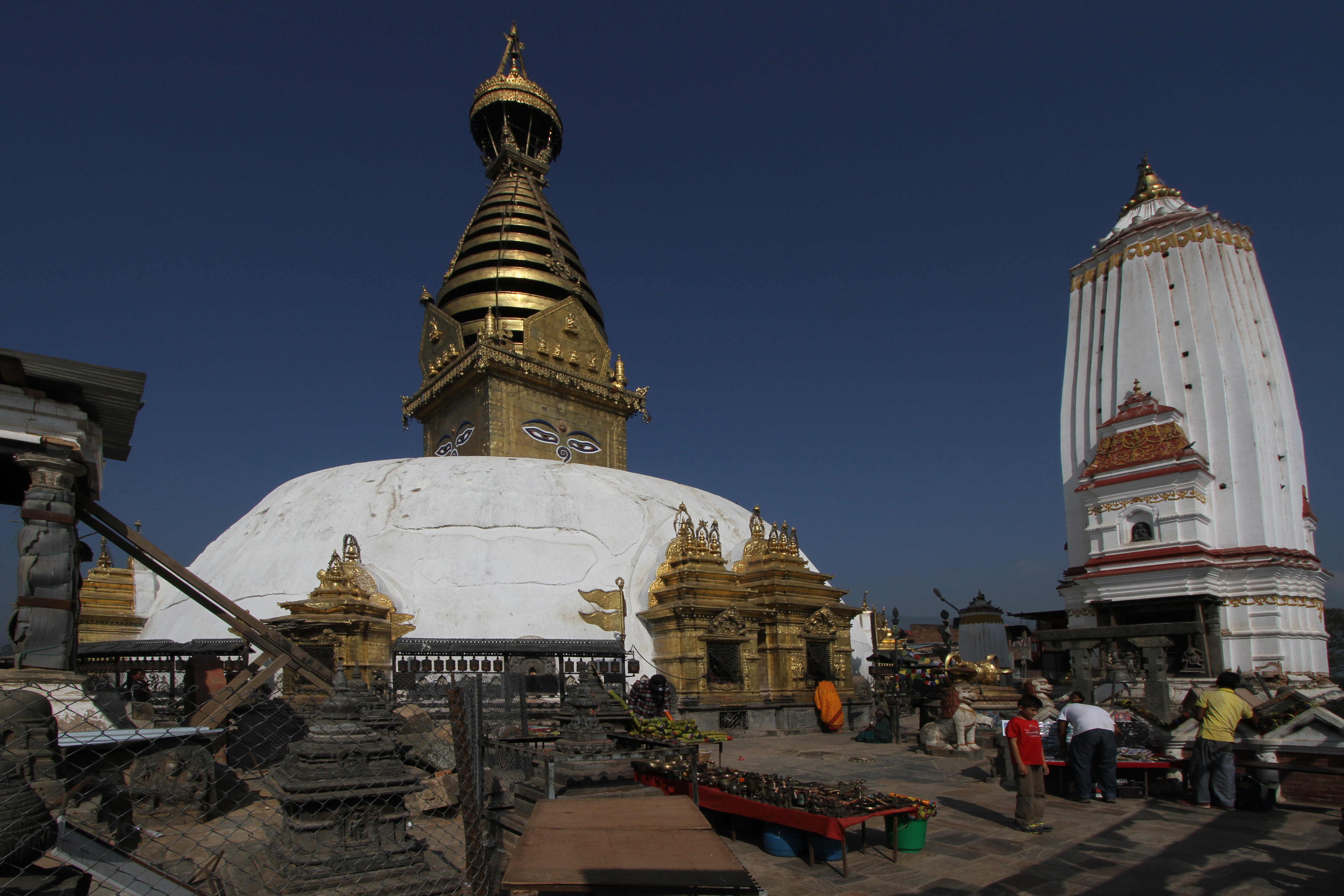
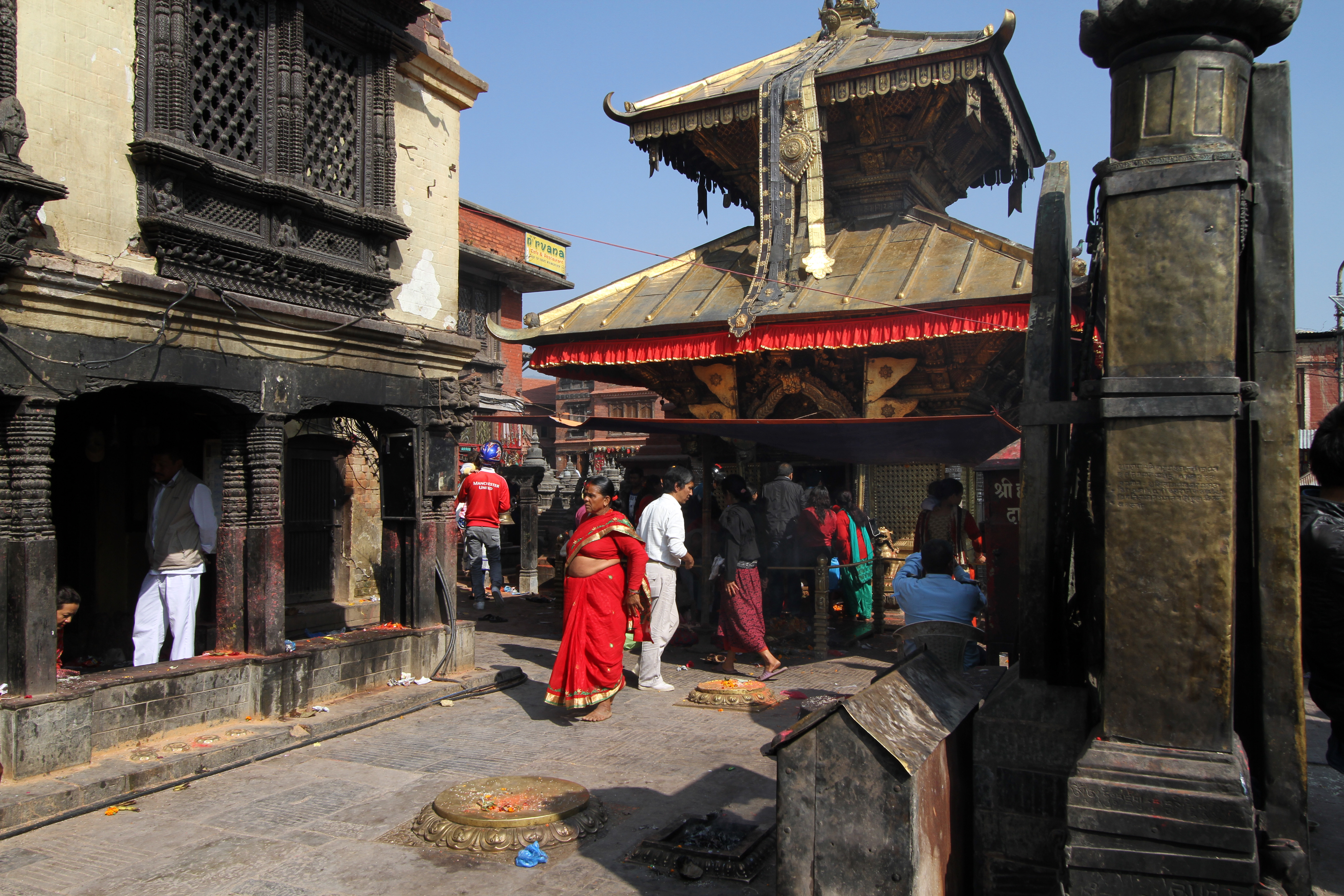
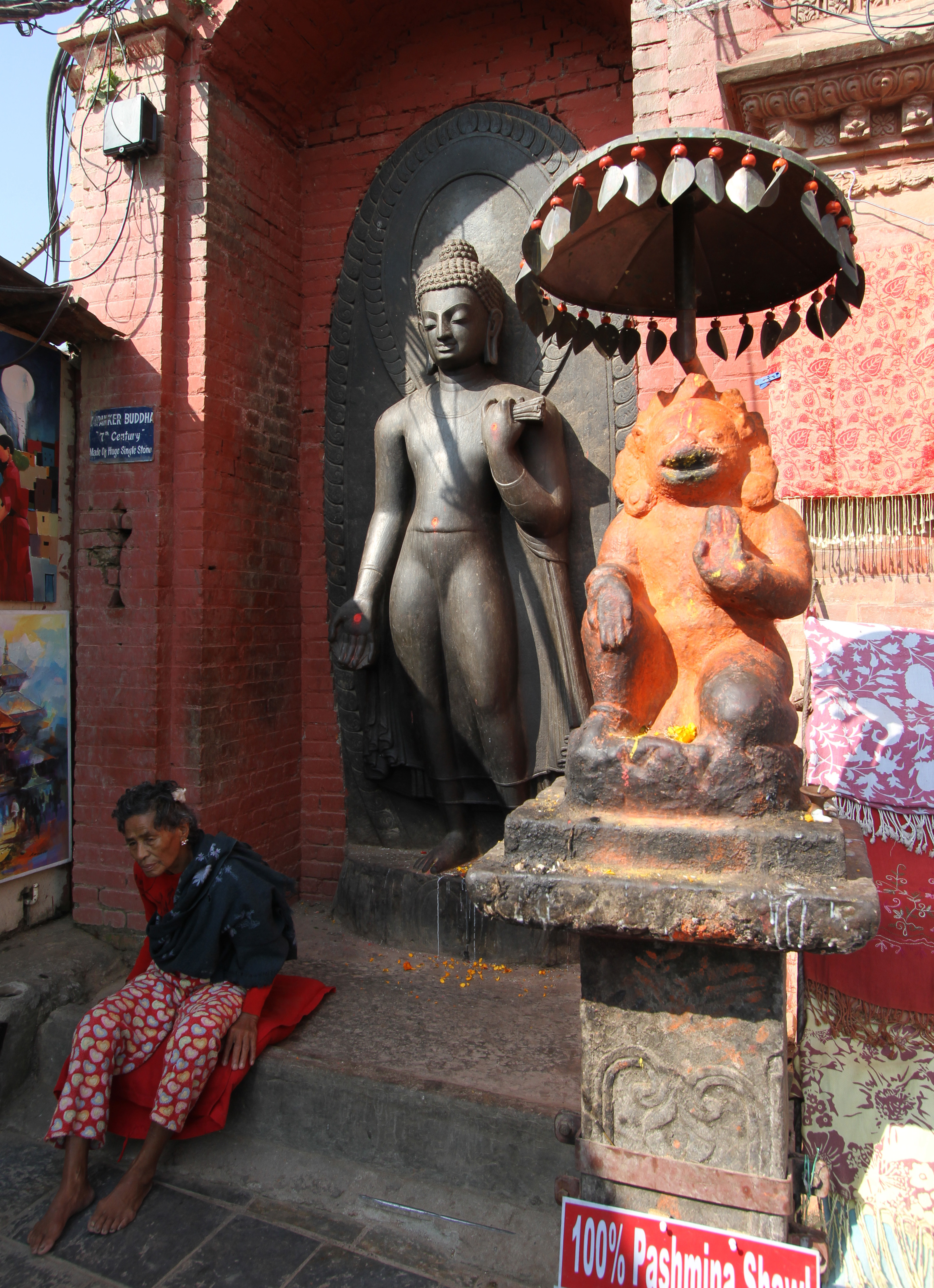
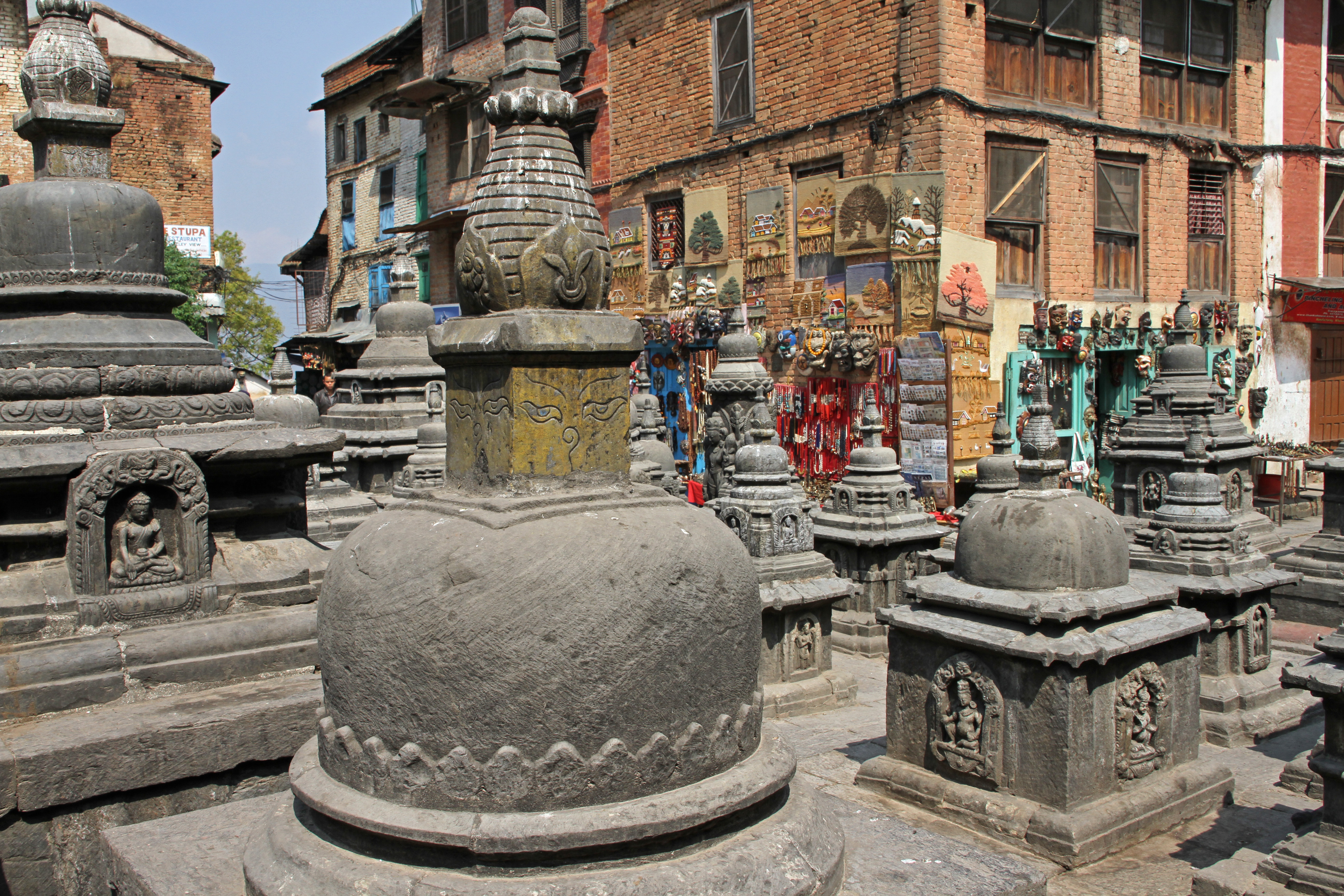
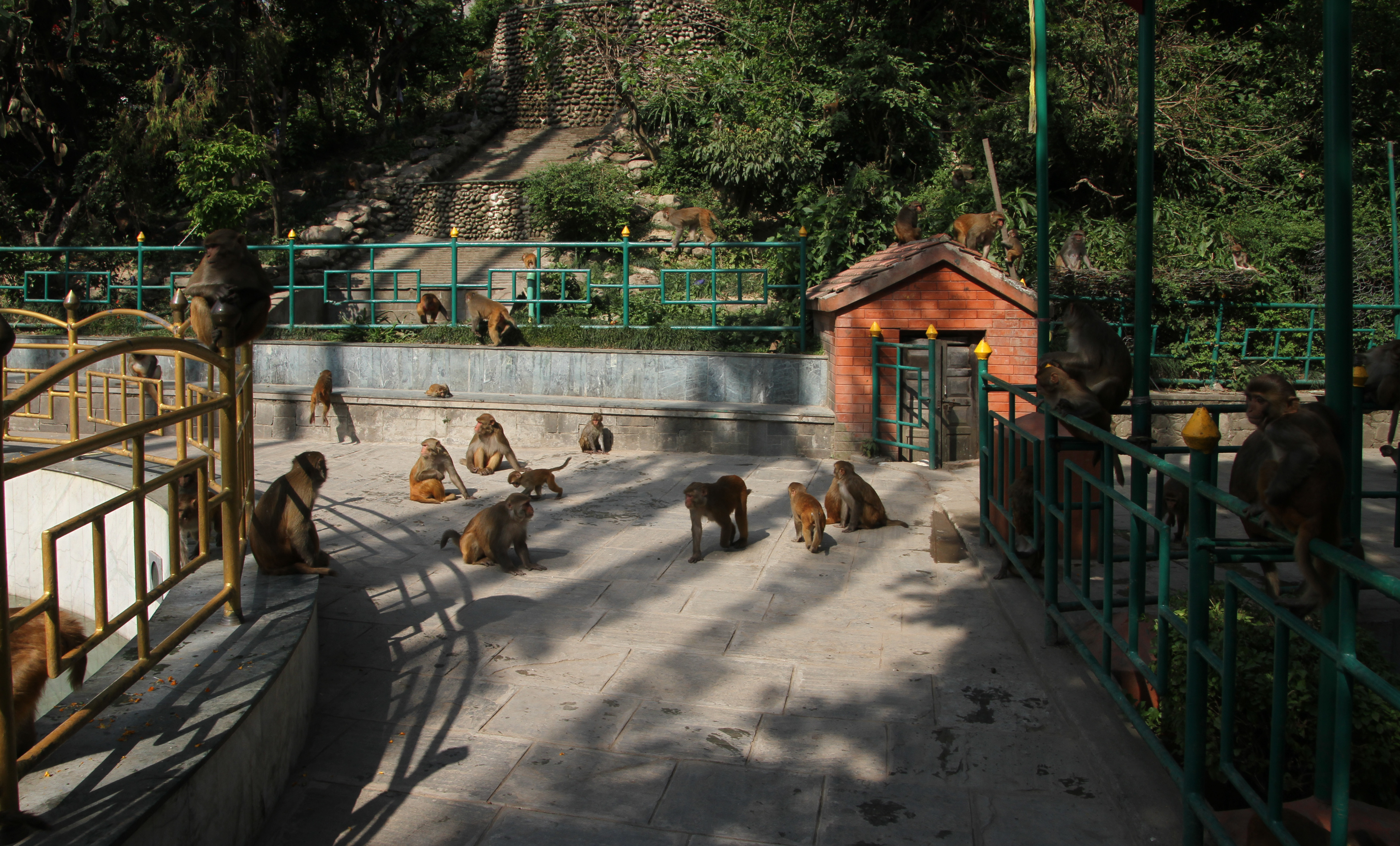
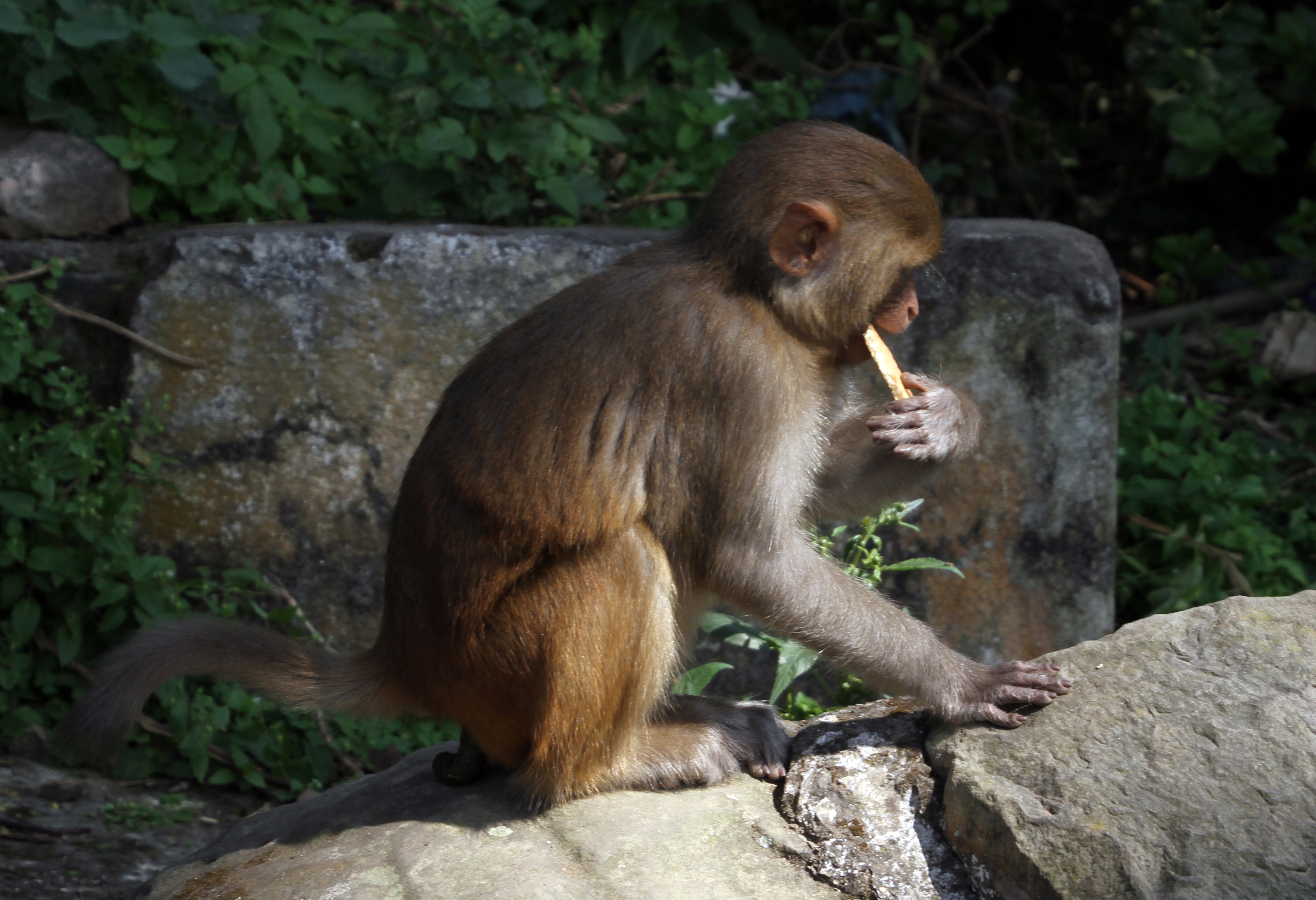
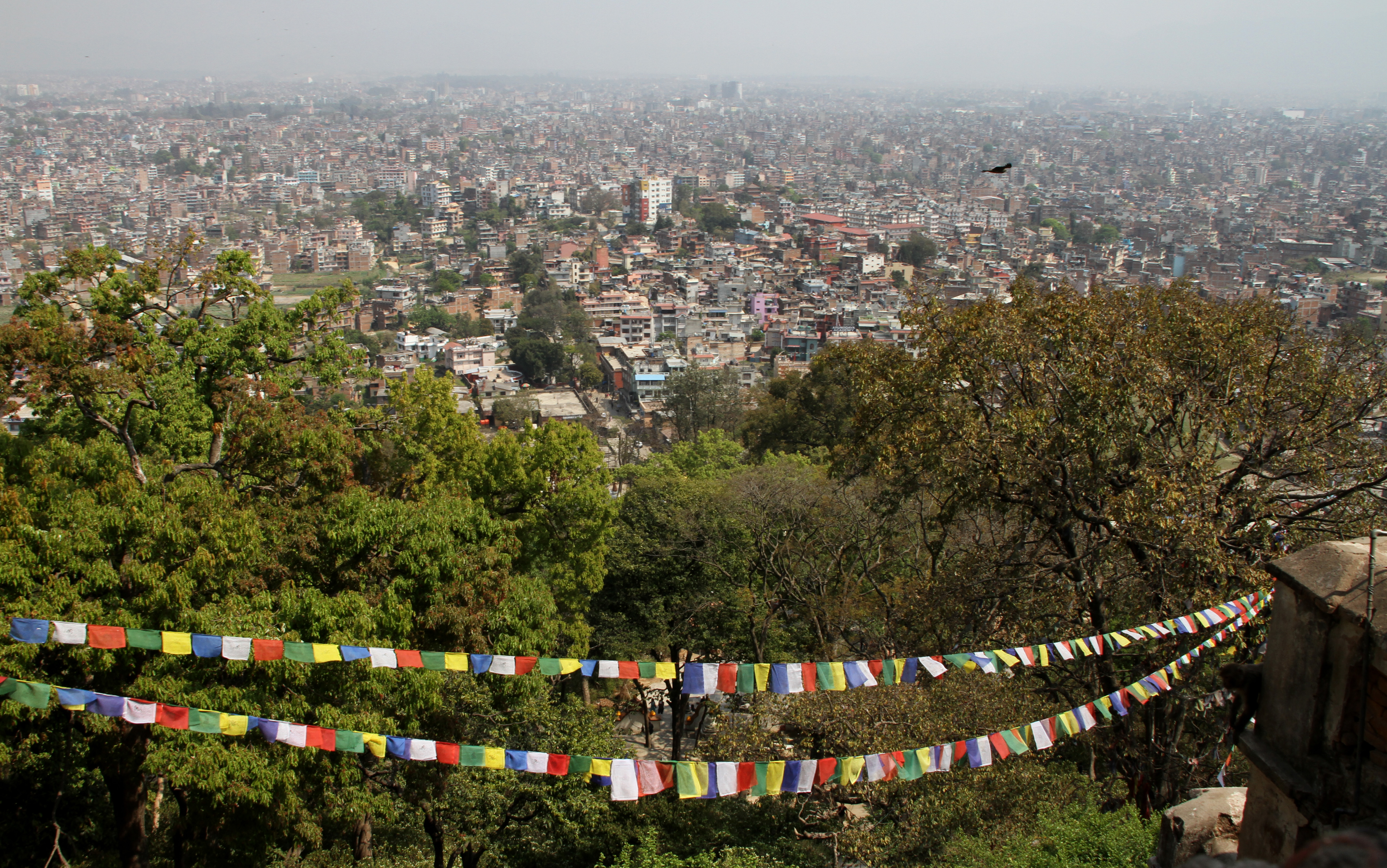
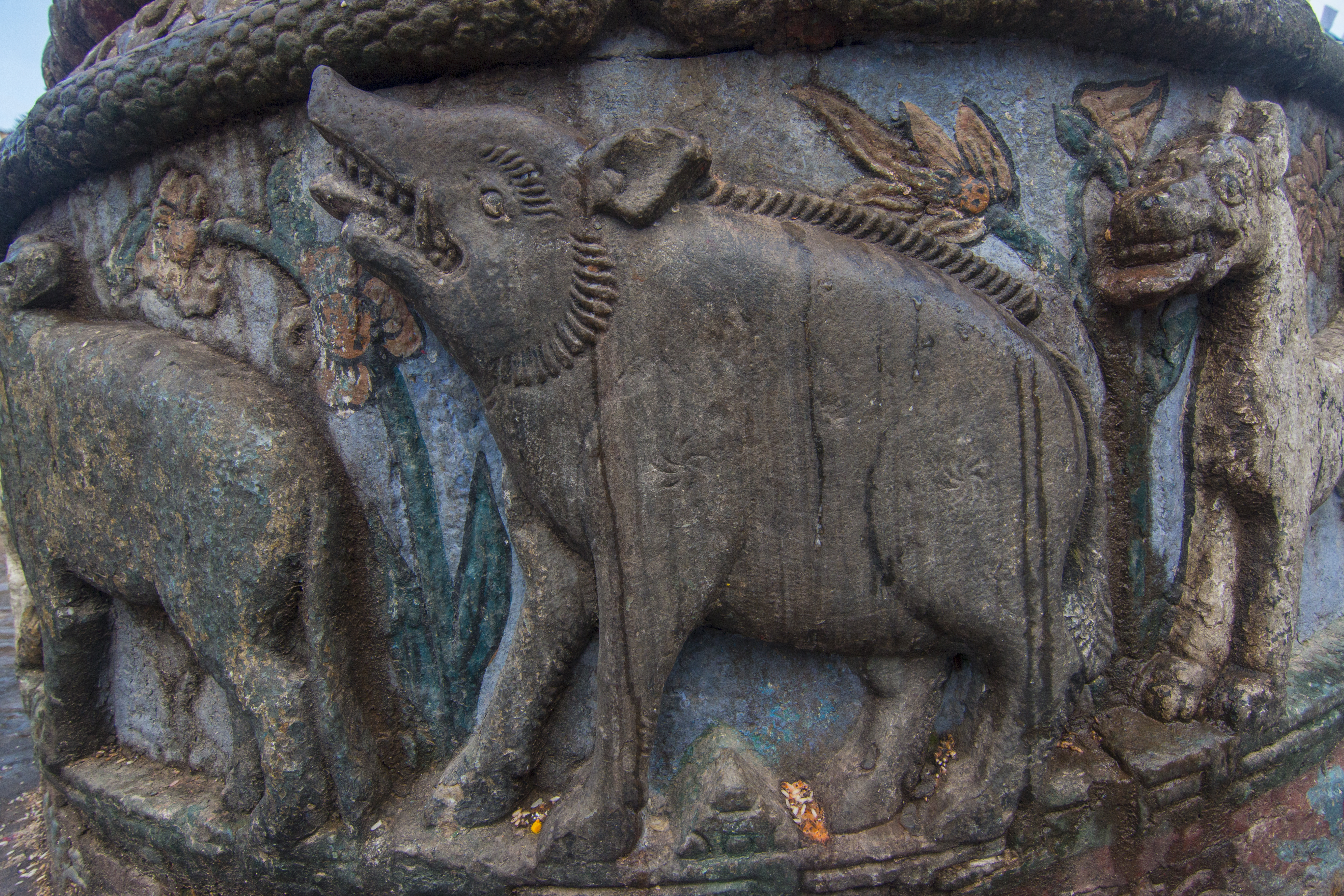
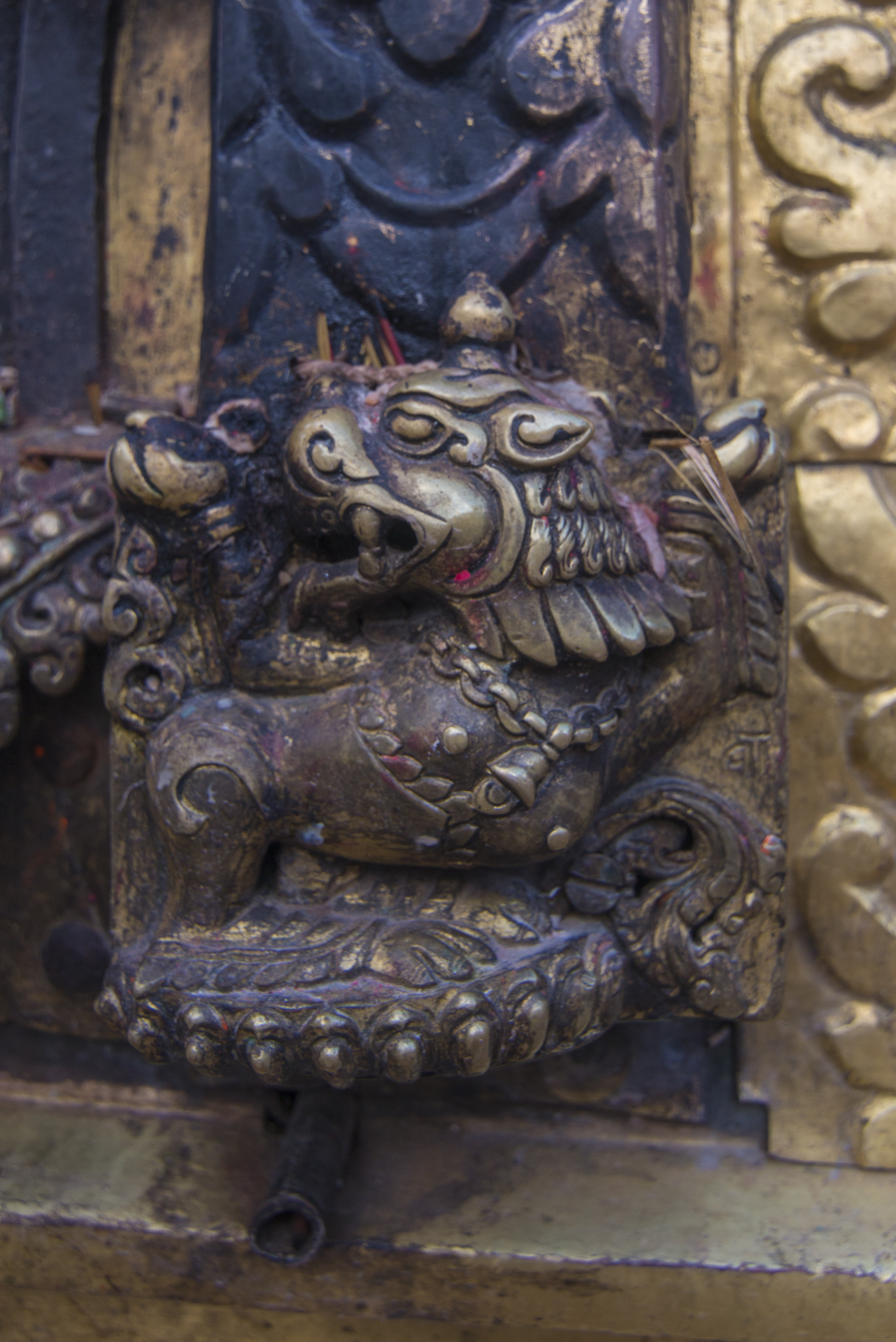